# تپه مهتر کش
تپه مهتر کش مربوط به دوران‌های تاریخی پس از اسلام است و در شهرستان بهشهر، بخش مرکزی، روستای قره تپه واقع شده و این اثر در تاریخ ۷ مرداد ۱۳۸۲ با شمارهٔ ثبت ۹۳۶۷ به‌عنوان یکی از آثار ملی ایران به ثبت رسیده است.